# Hospice
Hospice, även hospis, är en plats där människor som är i livets slutskede får vård. De patienter som finns på ett hospice är i ett skede nära döden och är obotligt sjuka.